# Fernando Sor
Ferran Sor i Muntades, conhecido como Fernando Sor, (Barcelona, 14 de fevereiro de 1778 — 10 de julho de 1839) foi um compositor e violonista espanhol.
Foi o primeiro grande compositor a se dedicar, de forma especial, ao violão (guitarra clássica), tal qual conhecemos hoje. Começou seus estudos, de forma séria, ao doze anos de idade, no Mosteiro de Montserrat, e logo se destacou entre seus colegas. Permaneceu no mosteiro até completar quinze anos.

## Um autodidata
De volta a Barcelona, Fernando decidiu estudar sozinho o seu instrumento (violão) baseando-se em suas próprias conceituações técnicas.
Em 1797, com 19 anos, apresentou sua ópera "Telêmaco na ilha de Calipso" no teatro municipal de Barcelona, tendo boa aprovação. Em 1812, viaja para Paris, lá permanecendo por cinco anos. Depois seguiu para Londres, onde foi tão grande o seu sucesso que muitos opinam ter sua atuação nessa capital preparado o terreno para a notável popularidade de que gozou o violão na Inglaterra, por volta de 1830.
Em 1822, voltou a apresentar-se em Paris, onde realizou um concerto que lhe rendeu muitos elogios: "encantou os parisienses com um instrumento que (…) era uma orquestra completa encerrada numa pequena caixa" diziam. Fernando Sor morreu no dia 13 de julho de 1839, aos 61 anos de idade e, sem contar as transcrições, deixou mais de 250 obras. O seu trabalho mais conhecido, as "Variações sobre um tema da Flauta Mágica de Mozart", talvez seja a obra mais executada do compositor; até hoje é obra obrigatória para os estudos de quem quer se tornar violonista.